# Mrázovce
Mrázovce és un poble i municipi d'Eslovàquia. Es troba a la regió de Prešov, al nord del país.

## Història
La primera referència escrita de la vila data del 1408.

## Demografia
| Godina             | 1994 | 2004   | 2014 | 2024    |
| ------------------ | ---- | ------ | ---- | ------- |
| Nombre de persones | 91   | 100    | 89   | 79      |
| Diferència         |      | +9,89% | −11% | −11,23% |

| Godina             | 2023 | 2024 |
| ------------------ | ---- | ---- |
| Nombre de persones | 79   | 79   |
| Diferència         |      | +0%  |